# Trampolini di salto con gli sci in Italia
I trampolini di salto con gli sci in Italia sono impianti sportivi nei quali viene praticato il salto con gli sci.
Nella storia dello sci italiano sono stati costruiti complessivamente diversi trampolini, di cui alcuni non più operativi, in 17 località. Quasi tutti si trovano concentrati lungo l'arco alpino, con l'unica eccezione del Trampolino Roma a Roccaraso, e del trampolino "Lago" (certificato olimpionico) a Rocca di Mezzo, entrambi in provincia dell'Aquila.

## Storia
Il primo trampolino per il salto con gli sci venne realizzato a Bardonecchia (Torino) nel 1908 dall'italiano Paolo Kind (fondatore della prima Unione Ski Club Italiani - USCI, poi confluita nella Federazione italiana sport invernali) e dal norvegese Harald Smith: fu inaugurato l'anno successivo con la prima edizione del Campionato italiano di salto con gli sci, vinto dallo stesso Paolo Kind. Sempre a Bardonecchia e nello stesso anno, i fratelli norvegesi Harald Smith e Trigwe Smith saltarono alle distanze di 43 e 40 metri, conquistando così il nuovo record del mondo dell'epoca.
Il 17 marzo 1935 lo svizzero Fritz Kainersdörfer conquistò il record del mondo con un salto di 99,5 metri presso il Trampolino Gigante di Ponte di Legno; nello stesso giorno il norvegese Olav Ulland saltò 103,5 m, ma a causa della caduta in fase di atterraggio il risultato non fu convalidato. Nello stesso impianto, l'anno seguente Bruno Da Col riuscì superare il limite italiano dei 100 metri.
Il 16 agosto 2007 l'austriaco Gregor Schlierenzauer ha conquistato un nuovo record di salto estivo con 143,5 m saltando sul trampolino a monte nello Stadio del Trampolino di Pragelato.

## Normativa
Il legislatore italiano inquadra la pratica sportiva del salto con gli sci negli sport invernali da discesa. Gli impianti sportivi vengono definiti tecnicamente come "piste per il salto con gli sci", dotate di uno o più trampolini. L'individuazione delle aree in cui costruire le piste per il salto con gli sci è riservata alle Regioni e province autonome, le quali possono stabilire disposizioni ulteriori rispetto alla legge quadro nazionale.
Per motivi di sicurezza, non è normalmente consentito l'accesso o il transito sulla pista da salto da parte di chi pratica altri sport da discesa o fondo.
Il saltatore deve indossare il casco di sicurezza omologato.

## Trampolini operativi
| N | Foto | Nome                        | Località                   | Provincia | Tipologia                | Note           |
| - | ---- | --------------------------- | -------------------------- | --------- | ------------------------ | -------------- |
| 1 |      | Trampolino di Claviere      | Claviere                   | Torino    | K35                      | Scheda tecnica |
| 2 |      | Trampolini del Pakstall     | Gallio                     | Vicenza   | K92, K60, K31, K20       | Scheda tecnica |
| 3 |      | Trampolino Val di Sole      | Pellizzano                 | Trento    | K35, K20                 | Scheda tecnica |
| 4 |      | Stadio del Trampolino       | Pragelato                  | Torino    | K125, K95, K66           | Scheda tecnica |
| 5 |      | Trampolino Sulzenhof        | Dobbiaco                   | Bolzano   | K67, K37, K22            | Scheda tecnica |
| 6 |      | Trampolino Giuseppe Dal Ben | Predazzo                   | Trento    | K120, K95, K35, K20, K10 | Scheda tecnica |
| 7 |      | Trampolino Monte Pana       | Santa Cristina Val Gardena | Bolzano   | K32, K20                 | Scheda tecnica |
| 8 |      | Trampolino Fratelli Nogara  | Tarvisio                   | Udine     | K90, K31, K21, K8        | Scheda tecnica |

## Trampolini del passato
| N  | Foto | Nome                                                               | Località          | Provincia            | Tipologia          | Note           |
| -- | ---- | ------------------------------------------------------------------ | ----------------- | -------------------- | ------------------ | -------------- |
| 1  |      | Trampolino di Val Maddarello Trampolino di Santa Maria Maddalena   | Asiago            | Vicenza              | K65 K27            |                |
| 2  |      | Trampolino al campo Smith                                          | Bardonecchia      | Torino               | K40                | Scheda tecnica |
| 3  |      | Trampolino della Funivia del Colle Schanze an der Kohlerer Bahn    | Bolzano           | Bolzano              | K30                | Scheda tecnica |
| 4  |      | Trampolino di Val Campanari Castello di legno                      | Cesuna di Roana   | Vicenza              | K40 K20            | Scheda tecnica |
| 5  |      | Trampolino Italia                                                  | Cortina d'Ampezzo | Belluno              | K90, K55, K32, K20 | Scheda tecnica |
| 6  |      | Trampolino Dux                                                     | Mottarone         | Verbano-Cusio-Ossola | K70                | Scheda tecnica |
| 7  |      | Trampolino Gigante del Corno d'Aola                                | Ponte di Legno    | Brescia              | K90, K60, K30      | Scheda tecnica |
| 8  |      | Trampolino Roma                                                    | Roccaraso         | L'Aquila             | K20                | Scheda tecnica |
| 9  |      | Trampolino di salto al Lago Losetta Trampolini di salto di Borgata | Sestriere         | Torino               | K60 K40            | Scheda tecnica |
| 10 |      | Trampolino del Lago                                                | Rocca di Mezzo    | L'Aquila             | K40                |                |